# Botryobasidium robustius
Botryobasidium robustius ist eine Ständerpilzart aus der Familie der Traubenbasidienverwandten (Botryobasidiaceae). Sie bildet resupinate, spinnwebartige Fruchtkörper aus, die auf Totholz von Pappeln und Ulmen wachsen. Botryobasidium robustius ist lediglich von wenigen Fundorten aus Europa bekannt. Die Anamorphe der Art ist unter dem Namen Haplotrichum rubiginosum beschrieben worden.

## Merkmale

### Makroskopische Merkmale
Botryobasidium robustius besitzt weißliche bis ockerfarbene, gespinstartige Fruchtkörper, die resupinat (also vollständig anliegend) auf ihrem Substrat wachsen und unter der Lupe leicht netzartig erscheinen.

### Mikroskopische Merkmale
Wie bei allen Traubenbasidien ist die Hyphenstruktur von Botryobasidium robustius monomitisch, besteht also nur aus generativen Hyphen, die sich rechtwinklig verzweigen. Die Basalhyphen sind hyalin, schmal (meist 8–10 µm breit) und nicht inkrustiert. Die 5–8 µm dicken Subhymenialhyphen sind hyalin, kurzzellig, dünnwandig und cyanophil. Die Art verfügt nicht über Zystiden oder Schnallen. Die sechsporigen Basidien der Art wachsen in Nestern, werden 15–18 × 8–10 µm groß und sind subzylindrisch bis zylindrisch. Die Sporen sind schmal schiff- bis mandelförmig und meist 7–9 × 3–4 µm groß. Sie sind glatt, dünnwandig und hyalin.

## Verbreitung
Die bekannte Verbreitung von Botryobasidium robustius beschränkt sich auf Europa. Die Funde reichen von Südwest- über Mitteleuropa bis in den Kaukasus.

## Ökologie
Botryobasidium robustius ist ein Saprobiont, der Totholz besiedelt. Sie wurden auf den morschen Ästen von Ulmen (Ulmus spp.) und Schwarz-Pappeln (Popolus nigra) gefunden.